# Donji Jelovac
Donji Jelovac (cyr. Доњи Јеловац) – wieś w Bośni i Hercegowinie, w Republice Serbskiej, w gminie Kozarska Dubica. W 2013 roku liczyła 254 mieszkańców.